# فورتوناتو
فورتوناتو (اسپانیایی: Fortunato‎) یک فیلم کمدی اسپانیایی به کارگردانی فرناندو دلگادو است که در سال ۱۹۴۲ منتشر شد.